# Granby (Nowy Jork)
Granby – miasto w Stanach Zjednoczonych, w stanie Nowy Jork, w hrabstwie Oswego.